# 야나기가우라역
야나기가우라역(일본어: 柳ヶ浦駅)은 일본 오이타현 우사시에 위치한 규슈 여객철도 소속 철도역이며, 닛포 본선의 정차역이다. 나가스 역(長洲駅)이 역의 원래 이름이었으나, 우사 역(宇佐駅)으로 개칭하였다. 이후 현재의 이름으로 바뀌었다.

## 역 구조
단식 승강장 1면 1선과 섬식 승강장 1면 2선, 합계 2면 3선의 승강장을 가지는 지상역. 서로의 플랫폼은 과선교에서 연락하고 있다. 1번 플랫폼은 하행선 특급 열차, 2번 플랫폼은 보통 열차, 3번 플랫폼에는 상행선 특급 열차가 정차 혹은 통과하는 것이 많다. 현재, 차량 대기선으로서 사용되고 있는 선로는, 일찍이 증기기관차가 일반적이었던 시대 , 다테이시 고개를 넘기 위해서 보조 기관차등의 연결 · 분리를 실시하거나 연료를 포함하여 실시하는 선로로서 사용되고 있었다.
직영역이므로, 발권 창구가 있다. 2012년 이후, 규슈 여객철도 IC카드 SUGOCA를 도입할 예정이다.

## 인접 역
| 닛포 본선              | 닛포 본선     | 닛포 본선                     |
| ---------------------- | ------------- | ----------------------------- |
| 부젠젠코지 고쿠라 방면 | ■ 쾌속 · 보통 | 부젠나가스 가고시마 중앙 방면 |